# Handball au Kosovo
Le handball est un sport très important au Kosovo. Le championnat féminin, très populaire, attire parfois des centaines de personnes par journée.
Le titre de champion est disputé entre trois clubs : le KH Kosova, KHF Kastrioti et le KHF Pristina.

## Histoire
En 2004, alors que la petite République des Balkans n'est pas encore indépendante, la Fédération européenne de handball (EHF) autorise les clubs kosovars à disputer pour la première fois de leur histoire les différentes compétitions organisées en Europe.
Après la Fédération de Tennis de Table, l'EHF fut la deuxième instance européenne sportive à avoir ouvert ses portes aux équipes de cette région des Balkans.